# 893
| [ Edytuj tabelę ]          |                                                  |
| Król Anglii                | - 871 Alfred Wielki 899                          |
| Hrabia Aragonii            | - 867 Aznar II Galíndez 893 - 893 Galindo II 922 |
| Król Armenii               | - 890 Symbat I Męczennik 913                     |
| Hrabia Barcelony           | - 878 Wilfred Włochaty 897                       |
| Książę Bawarii             | - 889 Luitpold 907                               |
| Książę Burgundii           | - 880 Ryszard I Prawodawca 921                   |
| Cesarz Bizancjum           | - 886 Leon VI Filozof 912 - 886 Aleksander 913   |
| Chan Bułgarii              | - 889 Włodzimierz Rasate 893 - 893 Symeon I 913  |
| Cesarz Chin                | - 888 Tang Zhaozong 904                          |
| Władca Egiptu              | - 884 Chumarawajh 896                            |
| Król Franków wschodnich    | - 887 Arnulf z Karyntii 899                      |
| Król Franków zachodnich    | - 888 Odon 898 - 893 Karol III Prostak 922       |
| Cesarz Japonii             | - 887 Uda 897                                    |
| Kalif                      | - 892 Al-Mu’tadid 902                            |
| Król Khmerów               | - 889 Jaszowarman I 910                          |
| Wielki książę Kijowa       | - 882 Oleg Mądry 912                             |
| Patriarcha Konstantynopola | - 886 Stefan I 893 - 893 Antoni II Kauleas 901   |
| Król Leónu                 | - 866 Alfons III Wielki 910                      |
| Król Mercji                | - 879 Aethelred 911                              |
| Król Nawarry               | - 880 Fortún Garcés 905                          |
| Król Norwegii              | - 872 Harald Pięknowłosy 930                     |
| Papież                     | - 891 Formozus 896                               |
| Cesarz rzymski             | - 891 Gwido 894 - 892 Lambert 898                |
| Książę Saksonii            | - 880 Otto Dostojny 912                          |
| Król Szkocji               | - 889 Donald II 900                              |
| Doża Wenecji               | - 888 Pietro Tribuno 912                         |
| Książę wielkomorawski      | - 871 Świętopełk I 894                           |

Rok 893 / DCCCXCIII
stulecia: VIII wiek ~
IX wiek ~
X wiek

lata: 883 «
888 «
889 «
890 «
891 «
892 «
893
» 894
» 895
» 896
» 897
» 898
» 903

## Wydarzenia
- 28 stycznia – Karol III Prostak, pogrobowy syn Ludwika Jąkały, ogłoszony przez część możnych królem zachodniofrankijskim.
- 28 grudnia – trzęsienie ziemi zniszczyło miasto Dwin w Armenii; zginęło około 30 tys. osób.

- Początek panowania Symeona I Wielkiego w Bułgarii.